# K.u.k. Ulanenregiment „Ritter von Brudermann“ Nr. 1
Der Verband wurde 1791 als „Ulanenregiment“ für die kaiserlich-habsburgische Armee errichtet. Aus diesem entwickelte sich im Laufe der Zeit bis hin zur Gemeinsamen Armee innerhalb der Österreichisch-Ungarischen Landstreitkräfte das Ulanenregiment „Ritter von Brudermann“ Nr. 1

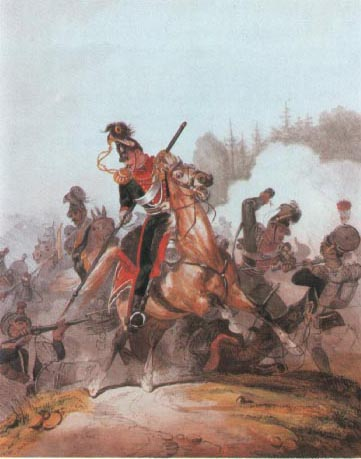
Reiter des Regiments um 1830

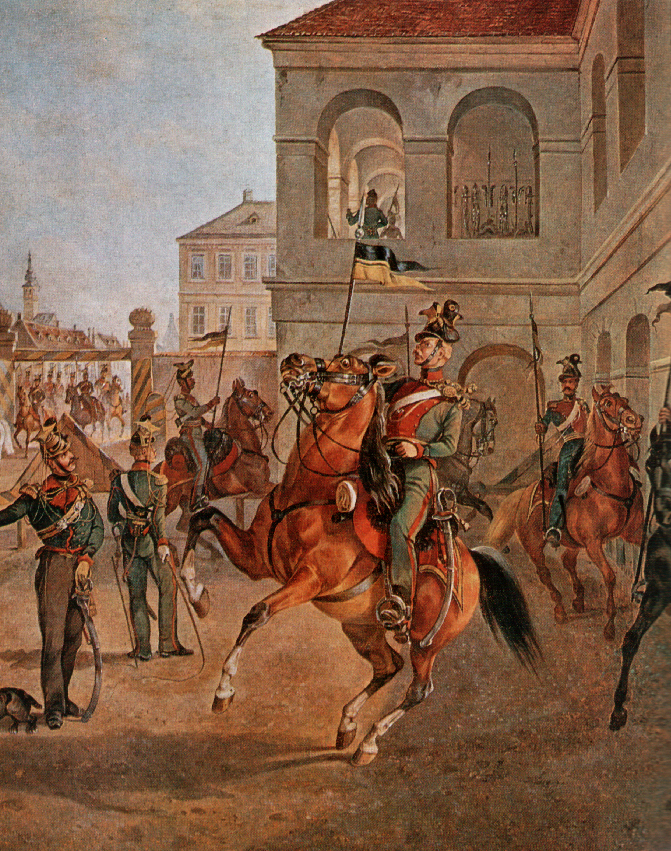
Reitschule des Regiments in der Leopoldstädter Kaserne um 1850

Bis 1798 wurden die Regimenter nach dem Regimentsinhaber (der nicht auch der Kommandant sein musste) benannt. Eine verbindliche Regelung der Schreibweise existierte nicht (z. B. Regiment Graf Serbelloni – oder Regiment Serbelloni). Mit jedem Inhaberwechsel änderte das betroffene Regiment dann auch seinen Namen.
Nach der Änderung des Systems 1798 galt vorrangig die nummerierte Bezeichnung, die unter Umständen mit dem Namen des Inhabers verbunden werden konnte. Hierbei erfolgte zunächst die Umbenennung in Cürassier-Regiment Nr. 10.
Von 1894 bis 1906 führte die Einheit den Namen „Ulanenregiment Erzherzog Otto Nr. 1“
Im Jahre 1915 wurden alle Ehrennamen ersatzlos gestrichen. Der Verband hieß von da an nur noch Ulanenregiment Nr. 1 (Dies ließ sich in der Praxis jedoch nicht durchsetzen, einerseits weil sich niemand daran hielt, andererseits weil die sehr sparsame k.u.k. Militärverwaltung angeordnet hatte, zunächst alle noch vorhandenen Formulare und Stempel aufzubrauchen!)

## Formationsgeschichte
- Zum 1. November 1791 wurde das Regiment in einer Stärke von vier Divisionen aufgestellt. Dazu mussten die Chevauxlegers-Regimenter „Kaiser“, „Karaiczay“, „Lobkowitz“ und „Levenehr“ (letzteres 1860 als Dragoner-Regiment Nr. 4 aufgelöst) ihre Ulanen-Divisionen abgeben.
- 1798 Zuweisung der Nr. 1 als Ulanenregiment
- 1801 wurde ein Stamm an Chargen und Mannschaften an das neu errichtete Ulanenregiment Nr. 3 abgegeben
- 1809 wurde die Kavallerie (Ulanen) der fränkischen Legion eingegliedert
- 1860 Die nach der Umbildung der Kavallerie überzählige 4. Division wurde an das neu aufgestellte Freiwilligen-Ulanenregiment (später Graf Trani Nr. 13) abgegeben.

## Ergänzungen
Das Regiment rekrutierte sich seit seiner Errichtung aus Galizien
- 1853: Ergänzung aus dem Bezirk des Infanterieregiments Nr. 56 (Wadowice)
- 1857–60: Ergänzung aus den Bezirken der Infanterieregimenter Nr. 20 und 56 (Neu-Sandez und Wadowice)
- 1867–89: Ergänzung aus den Bezirken der Infanterieregimenter Nr. 13 und 56 (Krakau und Wadowice).
- Ab 1890 war das Regiment mit der Ergänzung dem Bereich des 1. Korps (Militär-Territorial-Bezirk Krakau) zugewiesen

## Friedensgarnisonen
| I. | II. | III. |
| --- | --- | --- |
| - 1791 Sáros-Patak, dann Rosenau - 1793–94 Lodi - 1798–99 Straubing - 1801–05 Pardubitz - 1806 Gabel, dann Bischof-Teinitz - 1807–09 Klattau - 1810 Pardubitz - 1811 Gaja, dann Gyöngyös - 1812–13 Nagy-Tapolcsán - 1814–15 Debreczin - 1815 St. Florian | - 1816 Grosswardein - 1817 Wien - 1818 Saaz - 1843 Wien - 1845–48 Pardubitz - 1849 Neusohl - 1850 St. Georgen, dann Beraun - 1851 St. Georgen - 1854 Krakau - 1855–59 Wessely | - 1860 Wessely - 1862 Mährisch Neustadt - 1863–66 Tarnów - 1866 Lugos - 1868 Temesvár - 1871 Oedenburg - 1876 Tarnów - 1880 Krakau - 1895 Wien - 1899 Monastyryska - 1914 Stab, I. Div.: Lemberg – II. Div.: Mosty Wielkie (Galizien/heute Ukraine) |

### Regimentsinhaber
- 1792 Feldmarschalleutnant Johann von Mészáros (Ulanen-Regiment Mészáros)
- 1797 General der Kavallerie Maximilian Graf von Merveldt (Ulanen-Regiment Graf Merveldt)
- 1815 General der Kavallerie Ernst, Herzog von Sachsen-Coburg-Gotha
- 1844 General der Kavallerie Carl Graf Civalart
- 1865 General der Kavallerie Karl Ludwig von Grünne
- 1884–85 unbesetzt
- 1885 Feldmarschalleutnant Kronprinz-Erzherzog Rudolf
- 1889–94 unbesetzt
- 1894 Feldmarschalleutnant Erzherzog Otto
- 1906 General der Kavallerie Ritter von Brudermann

### Regiments-Kommandanten
| I. | II. | III. |
| --- | --- | --- |
| - 1791 Oberst Anton Freiherr von Schubirz - 1796 Oberst Ezechiel von Mattyásovszky - 1798 Oberst Achilles von Brea - 1800 Oberst Ludwig Graf Wallmoden – Gimborn - 1807 Oberst Joseph Freiherr von Bogdan - 1809 Oberst Ludwig Freiherr von Wilgenheim - 1814 Oberst Bartholomäus Graf Alberti de Poja - 1819 Oberst Wilhelm Freiherr von Hammerstein-Ecquord - 1823 Oberst Friedrich Anton Prinz Hohenzollern-Hechingen | - 1831 Oberst Cornelius Freiherr von Dankelmann - 1838 Oberst Adolph von Mengen - 1845 Oberst Carl von Almásy - 1849 Oberst Hermann Graf Nostitz-Rieneck - 1851 Oberst Wilhelm Freiherr von Koller - 1858 Oberst Adolph von Mengen - 1865 Oberst Friedrich Ziegler von Klipphausen - 1869 Oberst Eduard Freiherr Fleissner von Wostrowitz - 1870 Oberst Alexander Graf Kálnoky de Köröspatak - 1874 Oberst Carl Freiherr von Lasollaye | - 1878 Oberstlieutenant Rudolph Graf Grünne - 1878 Oberstlieutenant-Oberst Franz Kunz - 1882 Oberst Otto Freiherr von Gemmingen-Guttenberg - 1887 Oberstlieutenant-Oberst Albert Graf Nostitz-Rieneck - 1892 Oberst Carl Freiherr Dlauhovesky von Langendorf - 1898 Oberst Oscar Graf Ludolf - 1903–1907 Oberst Emil Swoboda - 1909–1912 Oberst Eugen Chevalier Ruiz de Roxas - 1913–1914 Oberst Friedrich Weiß von Schleusenburg |

## Gefechtskalender
→Koalitionskriege

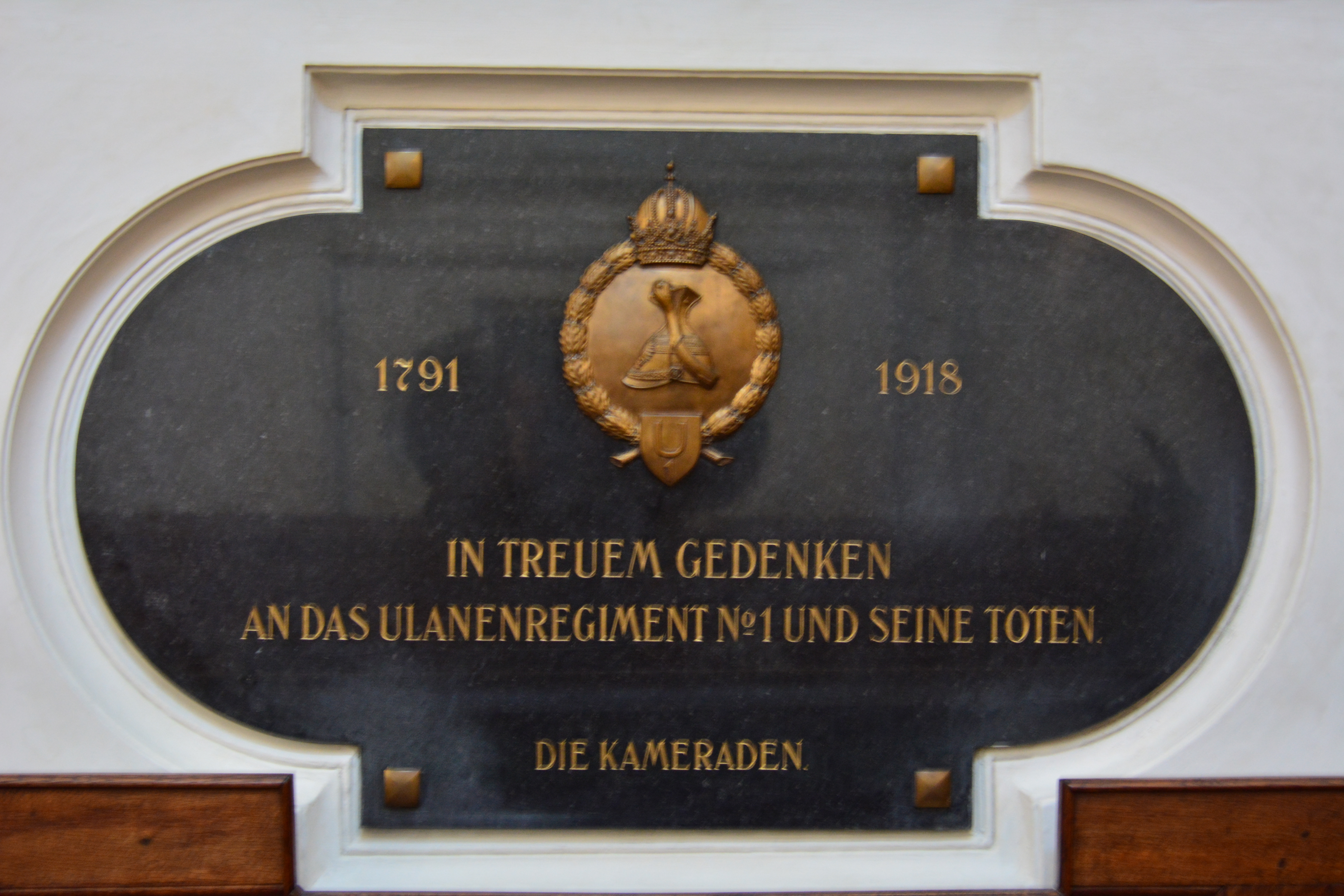
Gedenktafel in der Kapuzinerkirche in Wien

- 1794 Auf dem Kriegsschauplatz in Italien eingesetzt
- 1795 Abteilungen des Regiments kämpften bei Savona und San Giacomo, wo Rittmeister Brochowsky sich den Maria-Theresia-Orden erwarb. Kämpfe bei Voltri und Loano
- 1796 Sechs Eskadronen kämpften bei Voltri, Milessimo, Codogno und Lodi. Dort deckte Rittmeister von Domokos mit der Oberstlieutenants – 2. Eskadron den Rückzug des Korps Sebottendorf und erwarb sich den Maria-Theresia-Orden. Nach den Kämpfen zu Beginn des Monats August  kamen zwei Eskadronen zum Korps Davidivich, die übrigen zur Hauptarmee. Letztere kämpften dann bei Calliano, Bassano, Castellaro und la Favorita und wurden mit den übrigen Truppen Wurmsers in die Festung Mantua abgedrängt, bei deren Verteidigung sie beteiligt waren. Die 2. Majors-Division kämpfte bei Caldiero, Arcole und Rivoli.
- 1797 Nach der Kapitulation von Mantua rückten die dort eingesetzt gewesenen sechs Eskadronen in die Erblande ab. Die 2. Majors-Division zog sich mit nach Kärnten zurück und hatte dabei keine Gefechtstätigkeit. Nach dem Waffenstillstand wurde eine Eskadron bei der Besetzung von Dalmatien eingesetzt.
- 1799 Wieder nach Deutschland kommandiert, kämpfte das Regiment in der Schlacht bei Ostrach. Später wurde es zu dem am Mittelrhein verbliebene Korps Sztáray detachiert, wo es Patrouillen- und Streifendienst versah. Das Regiment war bei der Verteidigung der Posten bei Kehl beteiligt.
- 1800 Kämpfe bei Möskirch, Biberach, Schwabmünchen, in der Schlacht bei Neresheim und bei Odelzhausen. Im Juni unternahm Oberstlieutenant Wallmoden einen Streifzug in das Murg- und Kinzigtal. Im Spätherbst stand das Regiment bei Regensburg, von wo aus Abteilungen verschiedene Streifzüge unternahmen, so unter Rittmeister Karl Wilhelm von Scheibler, dessen Abteilung bei Oettingen in Bayern in ein Scharmützel mit einem französischen Kürassier-Regiment verwickelt war.
- 1805 Sechs Eskadronen standen im Korps Kienmayer in Deutschland. Die Oberstlieutenant-Division gehörte zum Reservekorps, schloss sich nach der Schlacht bei Ulm dem Korps von Erzherzog Ferdinand an und kämpfte im Gefecht bei Stecken. Auf dem Rückzug des Korps (inzwischen Korps Merveldt) nach Ober-Steyer zeichnete sich Rittmeister Freiherr von Mengen mit einer detachierten Eskadron bei der Befreiung von zwei bereits abgeschnittenen Infanterie-Bataillonen der Arriérgarde besonders aus, wofür ihm der Militär-Maria-Theresia-Orden verliehen wurde. Rittmeister Scheibler, der sich beim Rückzug durch Aushebung eines feindlichen Posten in Urfahr ausgezeichnet hatte, wurde außer der Reihe zum Major beim Regiment Rosenberg-Chevauxlegers befördert.
- 1809 Dem II. Korps Kolowrat in Deutschland zugewiesen. Hier zeichnete sich Major Graf Mensdorff in dem Gefecht der Avantgarde bei Ursensollen-Amberg besonders aus. Abteilungen des Regiments nahmen an der Einnahme der Stadt Hof und den Kämpfen bei Regensburg teil. Hier wurde am 21. April eine Eskadron von französischer Kavallerie umzingelt, konnte sich aber, wenn auch mit schweren Verlusten aus der Einkreisung befreien. Später kamen sechs Eskadronen in die Division Sommariva, wo sie abteilungsweise an verschiedenen Gefechten teilnahmen sowie Streifzüge durchführten. Im Juli erfolgte die Verlegung nach Böhmen, wo sich bereits die 1. Majors-Division befand. Diese hatte bereits an den Unternehmungen gegen Sachsen, den Gefechten bei Gefrees, Nürnberg und weiteren Gefechten teilgenommen. Oberstlieutenant Mensdorff wurde mit dem Militär-Maria-Theresia-Orden ausgezeichnet, Rittmeister Mengen außer der Reihe zum Major beim Ulanen-Regiment Nr. 3 befördert.

→Befreiungskriege
- 1813 stand das Regiment mit drei Divisionen in Innerösterreich. Zwei Divisionen waren bei der Verteidigung von Loibl, Abteilungen der Oberstlieutenant-Division bei Feistritz, Lippa und Krainberg im Gefecht. Beim weiteren Vormarsch nach Italien kämpften Abteilungen bei Bassano del Grappa und San Marco; zwei Eskadronen standen vor Palmanova.
- 1814 war das Regiment in der Umgebung von Mantua bis zu Po verteilt und führte mehrere Scharmützel durch. Bei Volta gelang es Lieutenant Fausch eine bereits abgeschnittene Kompanie des 10. Feldjäger-Bataillons freizukämpfen. Eine Eskadron war an dem Gefecht bei Monzambano beteiligt.

→Herrschaft der Hundert Tage
- 1815 Bei der Armee in Frankreich. Einzug in Paris.

→Revolution von 1848/1849 im Kaisertum Österreich
- 1848 Das Regiment war bei der Unterdrückung des Aufstandes in Prag beteiligt und rückte dann unter Feldmarschall Fürst Windisch-Graetz zur Unterwerfung von Wien, hier kämpfte es im Gefecht bei Schwechat. Beim Vormarsch nach Ungarn führte die Oberstlieutenants-Division ein Gefecht bei Bábolna.
- 1849 beteiligten sich Abteilungen an den Gefechten bei Waitzen und Schemnitz, sowie an der Schlacht bei Kápolna, in welcher sich die 2. Majors-Division auszeichnete. Gefechte bei Kál und Eger-Farmos. Ein Streifkommando unter Oberst Almásy geriet bei Losoncz in einen Hinterhalt und erlitt große Verluste. Eine Division kämpfte bei Hatvan und Puszta-Csem (Komorn). Im Sommerfeldzug standen 5½ Eskadronen teils bei Komorn, teils an der Waag und nahmen an den Gefechten bei Vásárút, Böös, Aszód, und der Schlacht bei Pered teil. Danach kamen sie zur Belagerung von Komorn, wo sie bis zum Ende des Feldzuges blieben. Im Gefecht bei Puszta-Herkály am 3. August deckte das Regiment unter dem Befehl von Graf Nostitz den Rückzug von drei Bataillonen und der ganzen Artillerie. Dabei erlitt es starke Verluste. Eine halbe Eskadron war am Feldzuge der Süd-Armee unter Banus Joseph Jelačić von Bužim beteiligt, die 1. Majors-Division rückte im Juni aus Böhmen auch nach Ungarn und wurde der russischen Division Paniutine zugeteilt.

→Sardinischer Krieg
- 1859 war das Regiment in Italien, einzelne Abteilungen führten Vorposten und Streifendienste. Gefechte bei Borgo Vercelli, und Novara. Bei der Schlacht bei Magenta kam das Regiment nur mit der 4. Eskadron zum Einsatz. In der Schlacht von Solferino kämpfte die Einheit mit Auszeichnung.

→Deutscher Krieg
- 1866 Fünf Eskadronen befanden sich bei den Truppen unter Feldmarschalleutnant Rzikowsky an der galizisch-preußischen Grenze im Vorpostendienst. Im Gefecht bei Auschwitz zeichnete sich die 4. und 5. Eskadron aus. Die 6. Eskadron kämpfte bei Kenty, Dziedzitz, Goczalkowice und bei der Verfolgung der Klapka’schen Legion.

→Erster Weltkrieg
Im Ersten Weltkrieg wurde das Regiment zunächst kavalleristisch als geschlossener Verband eingesetzt. Insbesondere zeichnete sich das Regiment in der Reiterschlacht bei Jaroslawice am 21. August 1914 aus. Da die 4. Kavallerie-Truppendivision, zu der das Regiment gehörte, als Kavallerieeinheit bestehen bleiben sollte, kann davon ausgegangen werden, unabhängig von etwaigen zwischenzeitlichen infanteristischen Einsätzen, dass das Regiment seinen Kavalleristatus bis zum Kriegsende behalten konnte.

## Verbleib
Nach der Proklamation Polens als eigenständiger Staat im Oktober 1918 wurden die polnisch- und ruthenischstämmigen Soldaten von der Interimsregierung aufgerufen, die Kampfhandlungen einzustellen und nach Hause zurückzukehren. In der Regel wurde dieser Aufforderung Folge geleistet. Somit war der Verband seinem bisherigen Oberkommando, dem k.u.k. Kriegsministerium entzogen und konnte von diesem nicht demobilisiert und allenfalls theoretisch aufgelöst werden. Ob, wann und wo eine solche Auflösung stattgefunden hat, oder ob die Ulanen sogleich in die neue polnische Armee eingegliedert wurden, ist gegenwärtig nicht bekannt.

## Zugehörigkeit und Zusammensetzung August 1914
- XI. Korps – 4. Kavallerie Truppendivision – 21. Kavalleriebrigade
- Nationalitäten: 85 % Polen – 15 % Verschiedene
- Regimentssprache: polnisch

## Adjustierung
- 1790: gelbe Czapka, grasgrüne Kurtka, ponceaurote Egalisierung, weiße enge Hosen, gelbe Knöpfe
- 1798: kaisergelbe Czapka, dunkelgrüne Kurtka und Beinkleider, ponceaurote Egalisierung, gelbe Knöpfe
- 1865: gelbe Tatarka, lichtblaue Ulanka und Hosen, krapprote Egalisierung, gelbe Knöpfe
- 1868: kaisergelbe Tatarka, lichtblaue Ulanka, krapprote Stiefelhosen und Egalisierung, gelbe Knöpfe
- 1876: kaisergelbe Czapka, lichtblaue Ulanka, krapprote Egalisierung und Stiefelhose, gelbe Knöpfe

## Gliederung
Ein Regiment bestand in der Österreichisch-Ungarischen Kavallerie in der Regel ursprünglich aus drei bis vier (in der Ausnahme auch mehr) Division. (Mit Division wurde hier ein Verband in Bataillonsstärke bezeichnet. Die richtige Division wurde Infanterie- oder Kavallerie-Truppendivision genannt.) Jede Division hatte drei Eskadronen. Die Anzahl der Reiter in den einzelnen Teileinheiten schwankte, lag jedoch normalerweise bei etwa 160 Reitern je Eskadron.
Die einzelnen Divisionen wurden nach ihren formalen Führern benannt:
- die 1. Division war die Oberst-Division
- die 2. Division war die Oberstlieutenant (Oberstleutnant)-Division
- die 3. Division war die Majors-Division
- die 4. Division war die 2. Majors-Division
- die 5. Division (soweit vorhanden) war die 3. Majors-Division

Bedingt durch die ständige Umbenennung sind die Regimentsgeschichten der österreichisch-ungarischen Kavallerie nur sehr schwer zu verfolgen. Hinzu kommt die ständige und dem Anschein nach willkürliche, zu Teil mehrfache Umklassifizierung der Verbände. (Zum Beispiel: K.u.k. Dragonerregiment „Fürst zu Windisch-Graetz“ Nr. 14)
Im Zuge der Heeresreform wurden die Kavallerie-Regimenter ab 1860 auf zwei Divisionen reduziert.
- siehe: k.u.k. Ulanen